# Ta13oo
Albums de Denzel Curry
13
(2017) Zuu
(2019)
Singles
1. Sumo
Sortie : 30 mars 2018
2. Percs
Sortie : 25 mai 2018
3. Clout Cobain
Sortie : 11 juillet 2018
4. Vengeance
Sortie : 5 septembre 2018
5. Black Balloons
Sortie : 26 mars 2019

TA1300, se prononçant Taboo, est le troisième album studio du rappeur américain Denzel Curry, sorti le 27 juillet 2018 sur les labels PH et Loma Vista.

## Réception
TA1300 est bien accueilli par la presse, obtenant le score de 86/10 sur le site Metacritic, basé sur six critiques.

## Liste des titres
| 1. | Ta13oo                                              | - Denzel Curry - Issac De Boni - Michael Mule - Michael Hirschenberg - Latisha Hyman | - FnZ - M-Sol                         | 3:17 |
| 2. | 13lack 13alloonz (featuring Twelve'len et GoldLink) | - Curry - De Boni - Mule - Ryan DeGrandy - LaVares Joseph - D'Anthony Carlos         | - FnZ - Mickey de Grand IV            | 3:30 |
| 3. | Cazh Man1ac (featuring Nyyjerya)                    | - Curry - DeGrandy - De Boni - Mule - Samuel Ahana - Imani Taylor                    | - Mickey de Grand IV - FnZ - DJ Swish | 3:18 |
| 4. | Zumo                                                | - Curry - Ernest Brown                                                               | Charlie Heat                          | 3:47 |

| 5. | Super Saiyan Superman    | - FnZ - HWLS - OZ         | 2:12 |
| 6. | Switch It Up             | - Ronny J - Illmind       | 2:55 |
| 7. | Mad I Got It             | - FnZ - Hippie Sabotage   | 3:52 |
| 8. | Sirens (featuring J.I.D) | - DJ Dahi - Billie Eilish | 3:56 |
| 9. | Clout Cobain             | - J Gramm - Mike Hector   | 3:51 |

| 10. | The Blackest Balloon                         | - Mickey de Grand IV - FnZ           | 2:55 |
| 11. | Percs                                        | - FnZ - J Gramm                      | 3:06 |
| 12. | Vengeance (featuring JPEGMafia et ZillaKami) | - Mickey de Grand IV - FnZ           | 4:00 |
| 13. | Black Metal Terrorist                        | - FnZ - Taz Taylor - Ronny J - M-Sol | 2:41 |

Notes
- OZ est un producteur non crédité du titre  Super Saiyan Superman.
- Tous les titres stylisés en majuscule, suivis par une transcription numérique. Par exemple, Sirens est stylisé comme SIRENS | Z1RENZ.
- Cash Maniac et Vengeance comprennent des vocales additionnelles de Mickey de Grand IV.
- Sirens comprend des vocales non créditées de Billie Eilish.